# Bastion (szczyt)
Bastion – szczyt na Wyspie Króla Jerzego, między Lodowcem Tower a Martwym Lodowcem i Wietrznym Lodowcem, w sąsiedztwie szczytów The Tower, Baszta i Brama. Leży na terenie Szczególnie Chronionego Obszaru Antarktyki „Zachodni brzeg Zatoki Admiralicji” (ASPA 128). Nazwę nadała polska ekspedycja naukowa w 1984 roku.